# Paul Pallary
Paul Maurice Pallary, né le 9 mars 1869 à Mers-el-Kébir (Algérie) et mort le 9 janvier 1942 à Oran, est un enseignant, malacologiste, arachnologiste, zoologiste, géologue, préhistorien et archéologue français.
Paul Pallary a commencé sa carrière comme instituteur à Oran. Lors d'excursions scolaires dans l'Oranie, il commença à collecter des gastéropodes et coquillages marins et se prit de passion pour la recherche et la classification de ses découvertes zoologiques, puis préhistoriques.

## Zoologie
Paul Pallary entreprit des recherches de pointe sur les mollusques. Ses études furent principalement concentrées dans la partie occidentale de la mer Méditerranée et dans le Moyen-Orient. Il fut un auteur prolifique sur la malacologie. Il s'intéressa également à d'autres domaines de la zoologie, notamment aux arachnides et aux scorpions.
Il a nommé plus de 100 espèces de mollusques et même quelques genres (Adansonia Pallary, 1902; Corbula (Physoida) Pallary, 1900; Orania Pallary, 1900)
Dix espèces ont été nommées en son honneur, dont certains sont devenus des synonymes :
- Arbacina pallaryi Gauthier, 1897: synonyme de Genocidaris maculata A.Agassiz, 1869
- Cirsotrema pallaryi de Boury, 1912: synonyme de Cirsotrema cochlée (Sowerby GB II, 1844)
- Columbella pallaryi Dautzenberg, 1927: synonyme de Mitrella pallaryi (Dautzenberg, 1927)
- Cythara pallaryi Nordsieck, 1977: synonyme de Mangiliella pallaryi (Nordsieck, 1977) a accepté que *Mangelia pallaryi (Nordsieck, 1977)
- Mangelia pallaryi (Nordsieck, 1977)
- Mangiliella pallaryi (Nordsieck, 1977): synonyme de Mangelia pallaryi (Nordsieck, 1977)
- Mitrella pallaryi (Dautzenberg, 1927)
- Raphitoma pallaryi Nordsieck, 1977
- Salmo pallaryi Pellegrin, 1924: synonyme de Salmo trutta macrostigma (Duméril, 1858)
- Turbonilla pallaryi Dautzenberg, 1910

## Géologie et préhistoire
Paul Pallary s'intéressa également à la géologie et à la préhistoire de l'Afrique du Nord. Il est connu comme le "doyen de la Préhistoire de l'Afrique du Nord".
En 1892, il a découvert, en collaboration avec le naturaliste et préhistorien François Doumergue, plusieurs sites paléolithiques et néolithiques situés dans la région de l'Oranie, notamment les grottes au Cuartel et Kouchet El Djir et des carrières d'Eckmühl, dites abri Alain. Des traces humaines estimées à 100 000 ans ont été retrouvées dans ces grottes datées du Paléolithique et du Néolithique. De nombreuses pièces archéologiques ont été récoltées. Certaines sont déposées au musée Ahmed Zabana. C'est le cas d'un bloc stratigraphique et une multitude d'outils : lissoirs, haches polies, lamelles, couteaux.

## Publications
- Les Dolmens du Puig-Noulous Pyrénées-Orientales, éditions C. Reinwald, 1887
- Étude sur le quaternaire algérien, éditions Impr. de Pitrat aîné, 1888
- Les faunes malacologiques du pliocène et du Quaternaire des environs d'Oran.- Comptes R.Assoc.franç.Avanc.Sci.[Marseille], 20 (1): 202-203, 1891
- La Grotte des troglodytes Oran, coécrit avec Paul Tommasini, éditions Secrétariat de l'Association française pour l'avancement des sciences, 1892
- Le Vandalisme archéologique en Algérie, éditions Librairie africaine, 1894
- Hélices Nouvelles du département d'Oran.- Comptes R.Assoc.franç.Avanc.Sci.[Caen], 23 (1): 178-179, 1894.
- Deuxième contribution à L'étude de la faune malacologique du Nord Ouest de l'Afrique, le Journal de Conchyliologie, Paris 1898
- Les cyclostomes du Nord-Ouest de l'Afrique, La Feuille des jeunes naturalistes, 1898
- Coquilles marines du littoral du département d'Oran, le Journal de Conchyliologie, Paris 1900
- Sur les Mollusques fossiles terrestres, fluviatiles et saumâtres de l'Algérie, P. Naud, 1901
- Les origines de la ville d'Oran, Bulletin de la société archéologique de Sousse, Tunisie, 02, 1903
- Addition à la faune conchyliologique de la Méditerranée. Ann. Musée Histoire Naturelle Marseille-Zoologie. Tome VIII. p 1-16, 1903
- Addition à la faune malacologique du Golfe de Gabès, le Journal de Conchylogie, Paris, 1904
- Caractères généraux des industries de la pierre dans l'Algérie occidentale, L'Homme Préhistorique, 3e Année, n ° 2, p. 33-43, 1905
- Le Sahara préhistorique, L Anthropologie, 1907
- Recherches sur la paléthnologie du littoral marocain en 1906, L'Anthropologie, 1907
- L'Acheuléen à Oujda, L'Anthropologie, 1907
- Travaux Scientifiques De 1886 À 1906, éditions L. Fouque, Oran, 1907
- " Instructions pour les recherches préhistoriques dans le Nord-Ouest de l'Afrique ", (Mémoires de la Société Historique Algérienne n°III), Typographie Adolphe Jourdan Imprimeur-Libraire-Éditeur, Alger, 1909
- Sur la présence d'une industrie paléolithique dans une plage soulevée algérienne Karouba, éditions Impr. de Monnoyer, 1911
- Les Collections préhistoriques du musée des antiquités algériennes, éditions Adolphe Jourdan, 1911
- Catalogue des Mollusques du littoral Méditerranéen de d'Égypte, de l'Institut égyptien, 1912
- Sur la Faune de l'ancienne lagune de Tunis, Bull. Soc. Hist. Nat. Afrique du Nord, 1912
- Catalogue de la faune malacologique d'Égypte, Mémoires de l'Institut égyptien, 1913
- Faune malacologique du Sinaï, l'Imprimerie de l'Institut français, 1924
- Supplément A la faune malacologique terrestre et fluviatile de l'Égypte, l'Imprimerie de l'Institut français, 1924
- Notes sur quelques mollusques terrestres de l'hinterland du Makalla, la géographie et la géologie du Makalla, en Arabie du Sud, 1925
- Explication des Planches de Christophe de Savigny, Imprimerie de l'Institut français, 1926
- Première addition à la faune malacologique de la Syrie, l'Imprimerie de l'Institut français, 1929
- Marie Jules-César Savigny: sa vie et son œuvre, Impr.de l'Institut français, 1931
- L'Abri Alain, près d'Oran, 1934
- Deuxième plus à la faune malacologique de la Syrie, l'Imprimerie de l'Institut français, 1939